# Equipo Unificado en los Juegos Paralímpicos de Barcelona 1992
El Equipo Unificado estuvo representado en los Juegos Paralímpicos de Barcelona 1992 por un total de 62 deportistas, 51 hombres y 11 mujeres.

## Medallistas
El equipo paralímpico obtuvo las siguientes medallas:
| Nombre               | Deporte       | Evento                            |
| -------------------- | ------------- | --------------------------------- |
| Oro                  |               |                                   |
| Rima Batalova        | Atletismo     | 200 m B2 femenino                 |
| Rima Batalova        | Atletismo     | 400 m B2 femenino                 |
| Rima Batalova        | Atletismo     | 800 m B2 femenino                 |
| Rima Batalova        | Atletismo     | 1500 m B2 femenino                |
| Raisa Zhuravleva     | Atletismo     | Salto de longitud B2 femenino     |
| Raisa Zhuravleva     | Atletismo     | Pentatlón B3 femenino             |
| Tamara Sivakova      | Atletismo     | Disco B3 femenino                 |
| Serguéi Sevostianov  | Atletismo     | 100 m B1 masculino                |
| Serguéi Sevostianov  | Atletismo     | Pentatlón B1 masculino            |
| Oleg Chepel          | Atletismo     | 400 m B3 masculino                |
| Serguéi Jodakov      | Atletismo     | Disco B2 masculino                |
| Vladímir Chesnov     | Natación      | 50 m libre B3 masculino           |
| Vladímir Chesnov     | Natación      | 100 m libre B3 masculino          |
| Vitali Krylov        | Natación      | 100 m Breaststroke B2 masculino   |
| Vitali Krylov        | Natación      | 200 m Breaststroke B2 masculino   |
| Tatiana Grishko      | Tiro con arco | Individual clase abierta femenino |
| Plata                |               |                                   |
| Olga Churkina        | Atletismo     | 100 m B3 femenino                 |
| Olga Churkina        | Atletismo     | 200 m B3 femenino                 |
| Rima Batalova        | Atletismo     | 100 m B2 femenino                 |
| Liubov Malajova      | Atletismo     | 200 m TS4 femenino                |
| Serguéi Jodakov      | Atletismo     | Jabalina B2 masculino             |
| Serguéi Jodakov      | Atletismo     | Peso B2 masculino                 |
| Serguéi Sevostianov  | Atletismo     | Triple salto B1 masculino         |
| Alekséi Lashmanov    | Atletismo     | Triple salto B2 masculino         |
| Vladímir Potapenko   | Atletismo     | Peso THW3 masculino               |
| Serguéi Silchenco    | Atletismo     | 1500 m TS4 masculino              |
| Natalia Parshina     | Natación      | 200 m braza B1-3 femenino         |
| Alekséi Kapoura      | Natación      | 100 m mariposa S9 masculino       |
| Alekséi Kapoura      | Natación      | 200 m estilos SM9 masculino       |
| Veniamin Mitchourine | Yudo          | –60 kg masculino                  |
| Bronce               |               |                                   |
| Irina Leontiouk      | Atletismo     | 100 m TS4 femenino                |
| Irina Leontiouk      | Atletismo     | 200 m TS4 femenino                |
| Olga Churkina        | Atletismo     | 400 m B3 femenino                 |
| Serguéi Silchenco    | Atletismo     | 800 m TS4 masculino               |
| Serguéi Silchenco    | Atletismo     | 10 000 m TS4 masculino            |
| Viktar Jilmonchik    | Atletismo     | Peso THS2 masculino               |
| Vladímir Potapenko   | Atletismo     | Jabalina THW3 masculino           |
| Natalia Parshina     | Natación      | 100 m braza B3 femenino           |
| Olga Melnikova       | Natación      | 200 m estilos B2 femenino         |
| Vladímir Chesnov     | Natación      | 100 m mariposa B3 masculino       |
| Vladímir Chesnov     | Natación      | 400 m estilos B3 masculino        |
| Albert Bakáyev       | Natación      | 50 m espalda S4 masculino         |
| Nikolai Rogozhin     | Natación      | 100 m braza SB10 masculino        |
| Ajmed Gazimagomedov  | Yudo          | –65 kg masculino                  |
| Mijaíl Yakovlev      | Yudo          | –95 kg masculino                  |